# 長衫
长衫，又称长褂、中式长衫，是清朝、中華民國大陸時期常見的男子服飾，由明朝時期的道袍大量融合满族服饰元素演变而來，一般与马褂搭配。當時女性常見的服飾是旗袍。
满人建立的清朝統治中國後，頒布剃髮易服政策，要求所有漢族成年男性必須根据规定的样式进行着装。女性仍可穿汉服。汉人男性平民開始日常穿著長衫 ，漢人婦女則仍然穿著舊有的漢人服飾。西装在中国流行之前，长衫被认为是中国男性的正式服装。1949年中華人民共和國成立後，長衫開始被中山裝取代。

## 特點
長衫沿襲了道袍的两侧开衩设计，同时融入满族服饰马褂的窄袖與襟元素。清初的长衫形制更为宽博。后期发展出立領，在正式场合里使用圆领和里衬制成的圆形立领形状。